# Mycalesis auricruda
Mycalesis auricruda är en fjärilsart som beskrevs av Kirby 1877. Mycalesis auricruda ingår i släktet Mycalesis och familjen praktfjärilar. Inga underarter finns listade i Catalogue of Life.